# سعيد المزروعي
سعيد المزروعي ممثل إماراتي بدايته كانت في أواخر الستينات وفي أواخر السبعينات شارك في مسلسل أشحفان وأشتهر بدور أم خلفان إلى جانب رفاقه الممثلين الرحلين سلطان الشاعر و محمد الجناحي و محمد الدرواش و سعيد النعيمي وغيرهم من نجوم المسلسل.

## أعماله

### المسلسلات
- أشحفان
- اللي ماله أول ماله تالي
- الغوص
- الرسالة
- حريم بوهلال

### المسرحيات
- الأول تحول
- اشبع طماشه
- الوريث واللولو